# Comuna Stepankî, raionul Cerkasî, regiunea Cerkasî
Stepankî (în ucraineană Степанки) este o comună în raionul Cerkasî, regiunea Cerkasî, Ucraina, formată din satele Buzukiv și Stepankî (reședința).

## Demografie
Componența lingvistică a comunei Stepankî
     Ucraineană (97,84%)
     Rusă (1,98%)
     Alte limbi (0,06%)
Conform recensământului din 2001, majoritatea populației comunei Stepankî era vorbitoare de ucraineană (97,84%), existând în minoritate și vorbitori de rusă (1,98%).